# Nimule
Koordinaten: 3° 36′ N, 32° 4′ O
Nimule ist eine kleine Stadt im Südsudan an der Grenze zu Uganda. Sie liegt am Nil und gehört zum Magwi County im Bundesstaat Eastern Equatoria.
Im zweiten Sezessionskrieg im Südsudan wurde Nimule zunächst von Milizen der einheimischen Volksgruppe Madi kontrolliert. 1989 fiel die Stadt jedoch an die Rebellen der Sudanesischen Volksbefreiungsarmee (SPLA). Viele Madi flohen daraufhin in das benachbarte Uganda. Nimule wurde zur Garnisonsstadt, in der vorwiegend SPLA-Soldaten lebten sowie Dinka, die ab den 1990er Jahren vor allem aus Jonglei flohen.
Seit dem Friedensabkommen 2005 kehren Madi wieder nach Nimule zurück. Auch manche der Dinka-Vertriebenen sind ihrerseits in ihre Herkunftsgebiete zurückgekehrt. Viele haben sich allerdings dauerhaft in Nimule niedergelassen, da der Ort als relativ sicher gilt und mit grenzüberschreitendem Handel gute wirtschaftliche Möglichkeiten bietet. Zudem gibt es im nahen Uganda bessere Bildungsmöglichkeiten. Zurückgekehrte Madi können daher oftmals ihren früheren Besitz nicht zurückerlangen, was zu Spannungen führt.
Im Jahr 2006 wurde die Einwohnerzahl auf rund 45.000 geschätzt und die Stadt galt als rasch wachsend, trotz gelegentlichen Angriffen der Lord’s Resistance Army (LRA), die seit den 1990er Jahren in der Umgebung präsent war.
In der Nähe liegt der Nimule-Nationalpark.